# Ext JS
Ext JS (Sencha Ext JS) — библиотека JavaScript для разработки веб-приложений и пользовательских интерфейсов, изначально задуманная как расширенная версия Yahoo! UI Library, однако преобразовавшаяся затем в отдельный фреймворк. До версии 4.0 использовала адаптеры для доступа к библиотекам Yahoo! UI Library, jQuery или Prototype/script.aculo.us, начиная с 4-й версии адаптеры отсутствуют. Поддерживает технологию AJAX, анимацию, работу с DOM, реализацию таблиц, вкладок, обработку событий и все остальные новшества Web 2.0.
С версии 2.1 библиотека Ext JS предусматривает двойное лицензирование: может быть поставлена по лицензии GPL v3, либо по коммерческой лицензии компании Sencha.
Начиная с версии Ext JS 3.0 библиотека разбивается на две части: Ext Core (набор JavaScript-функций, позволяющий создавать динамические веб-страницы с унификацией обработки в различных браузерах и распространяемый по MIT-лицензии) и Ext JS (собственно набор виджетов для создания пользовательских интерфейсов с двойным лицензированием по GPL v3 или по коммерческой лицензии).
Компания, разрабатывающая и поддерживающая фреймворк Ext JS, изначально носила наименование Ext, LLC. 14 июня 2010 года разработчики jQTouch и Raphaël присоединились к компании Ext LLC, и компания сменила наименование на Sencha, Inc., а Ext JS, сохранив своё название, стал одним из продуктов обновлённой компании. В августе 2017 года была куплена компанией Idera вместе с компанией-изготовителем Sencha.
Для разработки мобильных веб-приложений ранее был создан специальный фреймворк Sencha Touch, поддерживающий множество мобильных операционных систем, имеющих браузер с поддержкой HTML5, однако с выходом версии Ext JS 6.0.0 он был объединён обратно в универсальный Ext JS.